# العلاقات النمساوية الإستونية
العلاقات النمساوية الإستونية هي العلاقات الثنائية التي تجمع بين النمسا وإستونيا.

## مقارنة بين البلدين
هذه مقارنة عامة ومرجعية للدولتين:
| وجه المقارنة                                              | النمسا                                                    | إستونيا                                                                             |
| --------------------------------------------------------- | --------------------------------------------------------- | ----------------------------------------------------------------------------------- |
| المساحة (كم2)                                             | 83.86 ألف                                                 | 45.34 ألف                                                                           |
| عدد السكان (نسمة)                                         | 8.81 مليون                                                | 1.32 مليون                                                                          |
| الكثافة السكانية (ن./كم²)                                 | 105.06                                                    | 29.11                                                                               |
| العاصمة                                                   | فيينا                                                     | تالين                                                                               |
| اللغة الرسمية                                             | اللغة الألمانية، لغة الإشارة النمساوية ‏                   | اللغة الإستونية                                                                     |
| العملة                                                    | يورو، شلن نمساوي، رايخ مارك، شلن نمساوي                   | يورو، كرون إستوني، كرون إستوني، المارك الإستوني                                     |
| الناتج المحلي الإجمالي (بليون دولار)                      | 416.60 مليار                                              | 25.92 مليار                                                                         |
| الناتج المحلي الإجمالي (تعادل القوة الشرائية) بليون دولار | 426.99 مليار                                              | 38.11 مليار                                                                         |
| الناتج المحلي الإجمالي الاسمي للفرد دولار أمريكي          | 43.77 ألف                                                 | 17.79 ألف                                                                           |
| الناتج المحلي الإجمالي للفرد دولار أمريكي                 | 47.68 ألف                                                 | 28.14 ألف                                                                           |
| مؤشر التنمية البشرية                                      | 0.885                                                     | 0.871                                                                               |
| رمز المكالمات الدولي                                      | +43                                                       | +372                                                                                |
| رمز الإنترنت                                              | .at                                                       | .ee                                                                                 |
| المنطقة الزمنية                                           | توقيت وسط أوروبا، ت ع م+01:00، ت ع م+02:00، أوروبا/فيينا ‏ | ت ع م+02:00، ت ع م+03:00، توقيت شرق أوروبا، أوروبا/تالين ‏، توقيت شرق أوروبا الصيفي ‏ |

## مدن متوأمة
في ما يلي قائمة باتفاقيات التوأمة بين مدن نمساوية وإستونية:
- ترتبط يودنبورغ مع Türi Parish [الإنجليزية]‏ باتفاقية توأمة.

## منظمات دولية مشتركة
يشترك البلدان في عضوية مجموعة من المنظمات الدولية، منها:
| علم المنظمة | اسم المنظمة                               | تاريخ انضمام النمسا | تاريخ انضمام إستونيا |
| ----------- | ----------------------------------------- | ------------------- | -------------------- |
|             | الاتحاد الأوروبي                          | 1995                | 1 مايو 2004          |
|             | وكالة ضمان الاستثمار متعدد الأطراف        | 16 ديسمبر 1997      | 24 سبتمبر 1992       |
|             | منظمة التعاون الاقتصادي والتنمية          | ?                   | ?                    |
|             | الأمم المتحدة                             | 14 ديسمبر 1955      | 17 سبتمبر 1991       |
|             | الوكالة الدولية للطاقة                    | ?                   | ?                    |
|             | الفريق المعني برصد الأرض                  | ?                   | ?                    |
|             | مركز تنسيق الحركة في أوروبا ‏              | ?                   | ?                    |
|             | منظمة حظر الأسلحة الكيميائية              | ?                   | ?                    |
|             | منظمة التجارة العالمية                    | ?                   | ?                    |
|             | منظمة الشرطة الجنائية الدولية             | ?                   | ?                    |
|             | منظمة الأمن والتعاون في أوروبا            | 25 يونيو 1973       | 10 سبتمبر 1991       |
|             | مؤسسة التنمية الدولية                     | 28 يونيو 1961       | 11 أكتوبر 2008       |
|             | يونسكو                                    | 13 أغسطس 1948       | 14 أكتوبر 1991       |
|             | مجلس أوروبا                               | ?                   | ?                    |
|             | الاتحاد البريدي العالمي                   | ?                   | ?                    |
|             | البنك الدولي للإنشاء والتعمير             | 27 أغسطس 1948       | 23 يونيو 1992        |
|             | الاتحاد الدولي للاتصالات                  | 1866                | 19 مايو 1922         |
|             | مؤسسة التمويل الدولية                     | 28 سبتمبر 1956      | 9 أغسطس 1993         |
|             | المنظمة الأوروبية لسلامة الملاحة الجوية   | 1993                | 2015                 |
|             | المركز الدولي لتسوية المنازعات الاستشارية | 24 يونيو 1971       | 23 يوليو 1992        |
|             | مجموعة أستراليا                           | 1989                | 2004                 |
|             | مجموعة الموردين النوويين                  | ?                   | ?                    |

## أعلام
هذه قائمة لبعض الشخصيات التي تربطها علاقات بالبلدين:
- ألكسندر فان دير بيلين (رئيس النمسا الحالي، 18 يناير 1944[26] – )

## وصلات خارجية
- موقع وزارة الخارجية النمساوية
- موقع وزارة الخارجية الإستونية